# マルチング

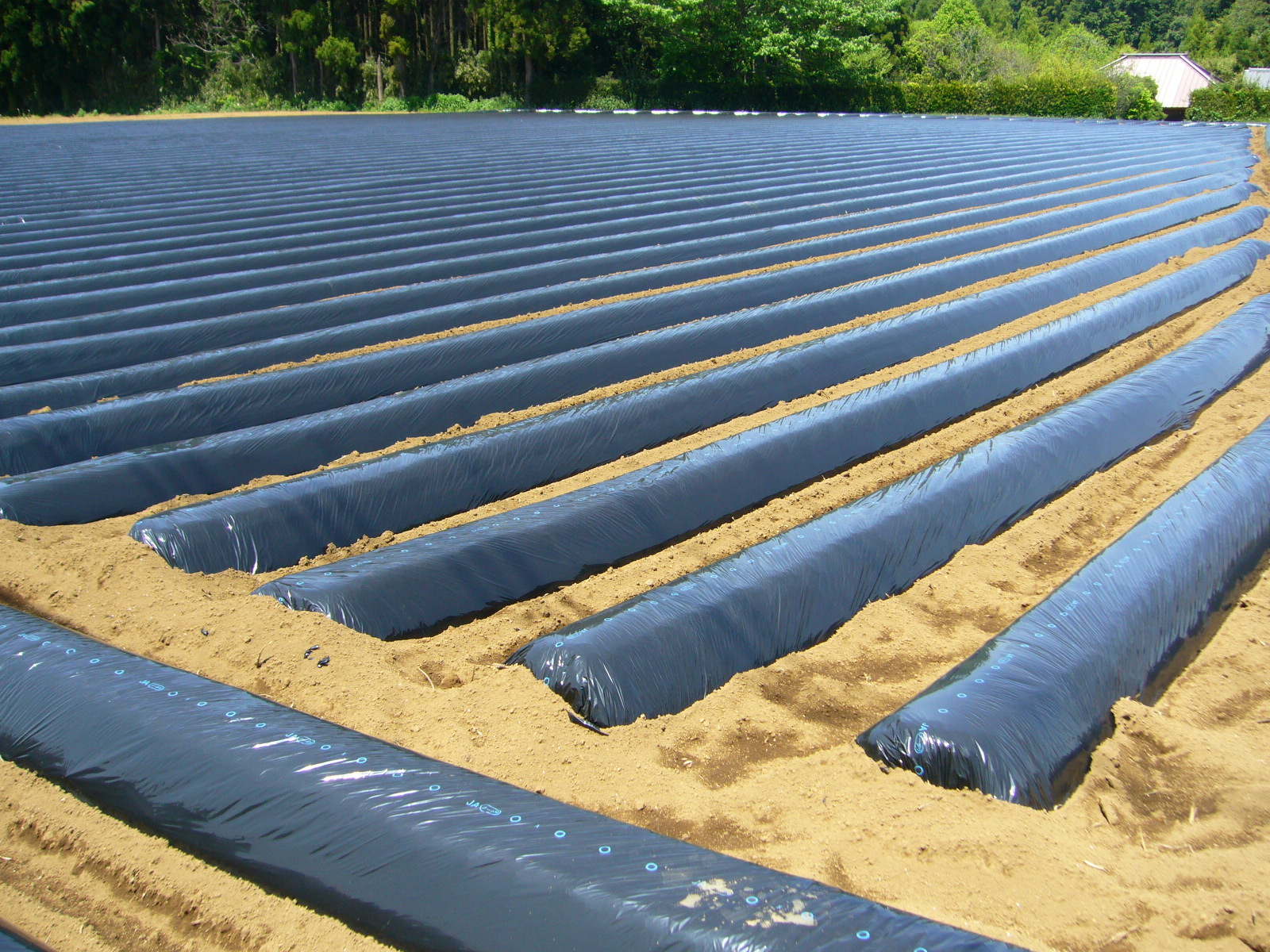
マルチングされた作付前のさつまいも畑

マルチング (Mulching) とは、植物の根元をバークチップなどの有機物、紙やプラスチックシート等のマルチ（英: mulch）とよばれる資材の層で覆うこと。被覆資材の種類や被覆方法によりさまざまな効果が得られる。土をシートなどで覆うことで作物の株のまわりの雑草の発生を抑えたり、土壌の水分を保持し乾燥防止や保温の効果が得られる。糞尿や堆肥のマルチは、ミミズやその他の生物の活動によって自然に土壌に取り込まれる。このプロセスは、商業的な作物生産とガーデニングの両方で使用され、正しく適用された場合、土壌肥沃度を向上させることができる。
リビングマルチには、苔芝やその他のグラウンドカバーが含まれる。

## マルチングの効果と短所

### 有機物によるマルチング
多くの有機物がマルチング材として使用されており、土壌の水分保持、土壌温度の調整、雑草の生育抑制、美観のために使用されている。土壌表面に散布され、樹木、小道、花壇の周囲、斜面での土壌浸食を防ぐため、また花卉や野菜の生産地で使用される。有機物によるマルチ層の場合は、深さは通常2インチ（5.1cm）以上である。
マルチはいつでも定着した植物の周囲に施すことができるが、目的に応じて1年のさまざまな時期に施すことがある。 生育初期には、マルチはまず、夜間に失われる熱を保持するのを助けることによって土壌を暖める役割を果たし、特定の作物の早期の播種や移植が可能になり、より早い成長が促される。マルチは断熱材として機能する。 季節が進むにつれて、マルチは土壌の温度と水分を安定させ、種から雑草が生えるのを防ぐ:768。
温帯気候では、マルチングの効果はマルチングを施す時期によって異なる。秋と冬にマルチング材を施用すると、マルチング材は春に多年草の生長を遅らせ、冬は暖かい時期の生長を妨げるため、凍結融解による被害を抑えることができる。

### プラスチックシートによるマルチング
プラスチックシートによるマルチングは、畑をシートで覆うことによって雑草が出ることを抑えることが第一の効果で、特に苗が小さいうちに雑草に負けることを防止するには最適である。次に、土の乾燥を抑えて土壌を保湿する効果が得られる。また、雨が降ったときに作物に土が跳ね返ることがないので、泥はねによって土中のカビ菌やウイルスに感染する病害を防ぐ効果がある。
しかしプラスチックマルチングは農業プラスチック汚染の最大の原因とされており、特に土壌へ直接マイクロプラスチックを放出する汚染源である。カリフォルニアで「最良のプラスチック農業基準」に従って管理されている農場で複数年に渡って実施された調査研究によると、「最良の基準」であるにも関わらずすべての畑でプラスチック汚染が見られ、具体的には1ヘクタールあたり最大25kgのプラスチックの破片が見つかり畑の表面積の最大3.4%を覆っていた。その汚染の蓄積は土壌水分、微生物活動、リン酸、および炭素プールのサイズと負の相関関係にあり、さらに悪いことにはその汚染レベルが、土壌機能を低下させるとされていたレベルの10%未満であっても、すでに土壌機能への影響が発生していた。農業におけるプラスチックの使用が著しく増加していることを考えると、これは従来過小評価されていた新たな脅威であり、土壌機能が取り返しのつかないほど劣化する可能性がある。

### マルチングの効果
マルチが土壌含水率に及ぼす影響は複雑である。 マルチは土壌と大気の間に層を形成して蒸発を抑えるが、小雨の水を吸収したり遮ったりして土壌に水が到達するのを妨げたり、マルチが厚くなりすぎると土壌中の酸素を減少させたりすることもある。
マルチの利点を最大限に生かしながら、その悪影響を最小限に抑えるためには、地温が十分に上昇し、土壌含水率がまだ比較的高い晩春から初夏にかけて施用することが多い。しかし、恒久的なマルチは、作家のルース・スタウトが「私のやり方は、野菜や花壇の両脇に腐りやすい野菜類を厚くマルチしておくだけで、腐敗して土壌を豊かにするにつれて、さらにマルチングをするのです」と述べたように、その手軽さから広く利用され評価されている。
- 炭素率の大きな有機物を土に施すと、窒素飢餓を招くため、雑草の繁茂を抑える効果がある
- 土壌の団粒構造を維持する
- 地温の調節
- 肥料の流亡を防ぐ
- 土壌の跳ね返りを防ぐことで、収穫物の汚損防止や病害抑制になる
- 土壌からの水分蒸発を抑える

### マルチングの短所
- 追肥を行うことが難しい
- 使用後はごみになる
- よく押さえておかなければ、風で飛ばされる。これは植物体が小さいときに起こりやすい。
- 炭素率の大きな有機物を土に施すと、作物の利用できる窒素が少なくなって、作物の窒素飢餓に陥りやすい。

## 被覆資材
マルチングは被覆資材の種類により、バークチップ、藁などの有機物マルチチング、ビニールマルチチング、紙マルチングなどがある。

### 有機物
生分解性で使用後は土壌に鋤き込むことができる。ポリエチレンを使用したマルチングよりも耐久性が劣る。植物原料のため環境汚染の心配がない。虫が湧きやすい。

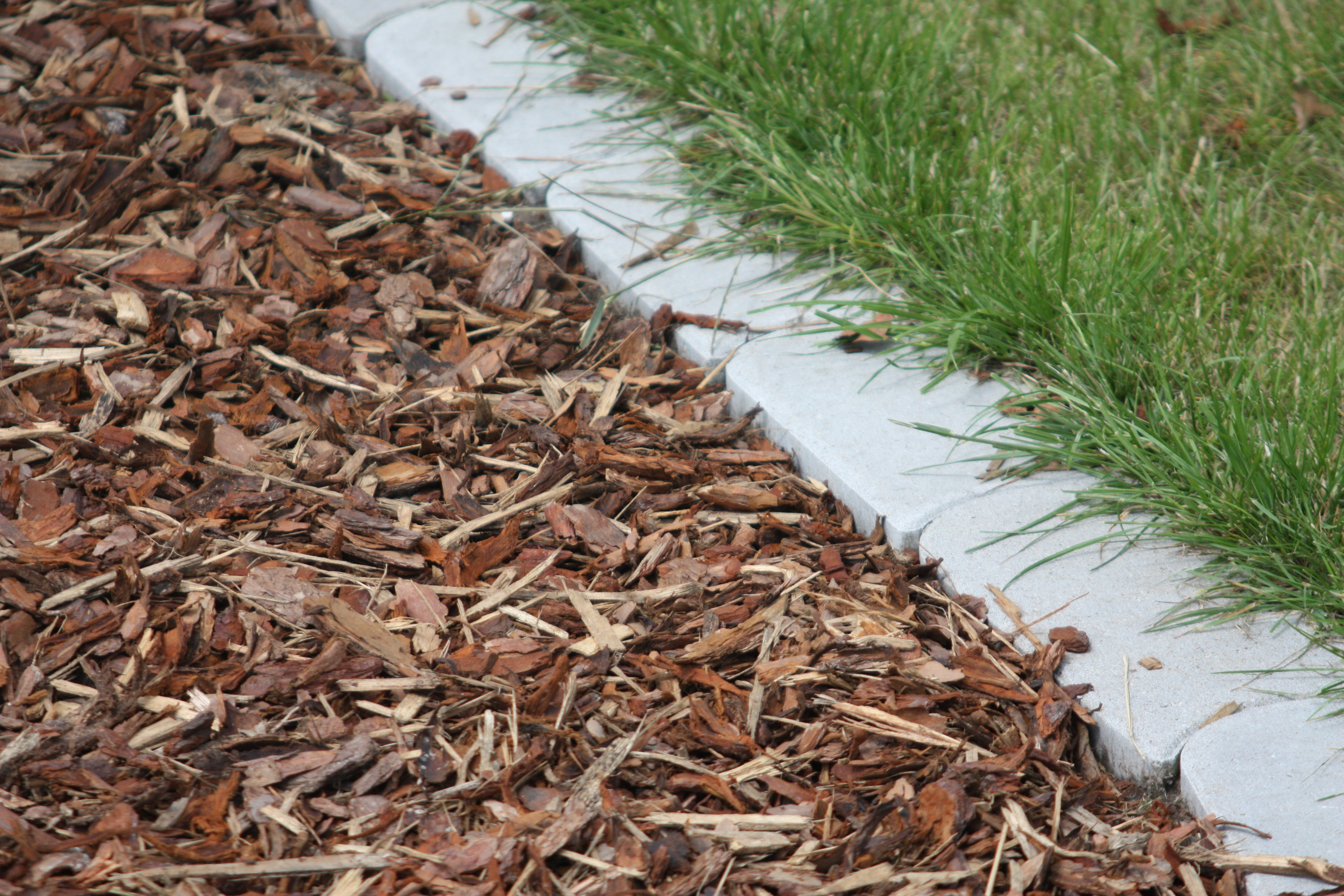
バークチップ

有機残渣：刈り草、落ち葉、干し草、わら、生ごみ、コンフリー、細断樹皮、樹皮の塊、おがくず、ウッドチップ、細断新聞紙、段ボール、羊毛、家畜ふん尿など。 これらの資材の多くは、マルチング芝刈り機のマルチング刈り込みや、シートコンポストとして適用されるその他の有機物など、直接堆肥化システムとしても機能する。
- 藁（わら） - つる性のウリ科植物（かぼちゃ、スイカなど）を地這いで栽培するときなどに使う[2]。株元や畝間に麦わらや稲わら、あるいは刈草を敷き、雑草や土の乾燥、泥はねを防ぐ[2]。作物のつるを絡みつかせやすい。
- 落ち葉 - 手軽に使用できる。腐食し土壌改良の効果もある。
- ウッドチップ/バークチップ - 木材や樹皮（バーク）から製造される。雑草の発育抑制には効果があり、降雨による土壌流出や泥跳ねを抑え、装飾としてグラウンドカバーに使用され、保湿効果も得られる。
- 堆肥：植物毒性の問題を避けるため、完全に堆肥化されたもの（腐葉土）を使用する。 マルチングによって雑草が混入するのを防ぐため、種子を含まない資材を使用するのが理想的である。
- 紙 - 紙製のマルチングシートは利用後に分解して土にもどるため、有機栽培にも適している[2]。地温を上げる効果はあまりない[2]。

#### さまざまな有機物の炭素率
| 稲わら     | 60        |
| もみ殻     | 75        |
| 小麦わら   | 90        |
| 広葉樹落葉 | 50～120   |
| 針葉樹落葉 | 20～60    |
| 樹皮       | 100～1300 |
| おがくず   | 134～1064 |
| 剪定枝     | 70        |
| 竹         | 280       |

### 生きた資材
被覆植物（グランドカバープランツ）とも呼ばれ、苔や、グランドカバーなどがある。

### プラスチック
ビニールマルチとよばれる被覆資材で、ホームセンターなどでも入手しやすく、ポリエチレンを使用している。色は黒や透明などがあり、黒いビニールシートは、地温を上げる効果もある。耐久性が高いが、有機物材料と違い使用後にゴミになってしまう。生分解性プラスチックを使用したマルチングは、この点で有利である。
- 白色マルチ
- 黒色マルチ - 地温上昇に効果があるが、マルチ自身の温度が高くなるため、葉焼けが発生しやすくなる。
- 透明マルチ - 地温上昇に最も効果がある一方、雑草が繁茂しやすい。
- 銀（色）マルチ（シルバーマルチ） - 地温抑制効果がある。また、アブラムシは銀色の物体を嫌う性質があるため、アブラムシを防除する効果もある。

## 施工方法
小規模なマルチングは人力で施工するが、大規模なマルチングではトラクターにマルチング用のアタッチメントを装着して機械力で施工する。ロール状に丸まったマルチシートは、畝に沿うようにかけて少しずつのばし、シートの両端に土をかけて抑え、最後は周囲すべてに土をかけてしっかりと抑える。
シート状のマルチ資材には、はじめから穴が開いているタイプと、穴が開いていないタイプがあり、穴が開いているタイプは作物の株間に合うものを選んで使用する。穴が開いていないマルチシートは、畝に敷いてから株間を測り、場所を決めたところにマルチを切って穴を開け、種まきや苗の定植をする。